# Искра-2 (телефонная сеть)
Искра-2 — цифровая сеть правительственной связи в СССР, потомок «Искры-1» (аналоговой сети с ручной коммутацией, созданной в 50-х годах). Связью обеспечивались все руководители 15 союзных республик, а также военные и представители высшего руководства промышленных предприятий.
Одна из сетей-наследников — московская Цифровая Сеть Делового Обслуживания (ЦСДО) «Искра-2» (оператор — АСВТ), префиксы в коде 495: 913, 740—744, 746, 747.